# Mercè Font i Codina
Mercè Font Codina (Vic, 6 de juny de 1867 - íd. 1 de febrer de 1900) fou una poetessa vigatana de la segona meitat del segle xix, que escrigué la seva obra en el context de la Renaixença.
Els seus pares eren Dolors Codina i Cuadras i Josep Font i Manxarell, advocat, que havia estat alcalde de la ciutat. Ella nasqué a la Plaça Major de Vic –ciutat on viuria tota la vida– a la casa anomenada de Can Fleca, propietat de la família materna. Mercè Font rebé a casa una bona formació i tingué accés al coneixement, escolaritzada en un col·legi religiós.
La seva poesia, de temàtica religiosa i costumista o bé patriòtica i de profunda espiritualitat, formulada en un llenguatge místic i alhora popular, s’insereix en el moviment de la Renaixença, que pren volada entorn del Círcol Literari i els poetes de l'Esbart de Vic, aplegats al voltant de la figura de Jacint Verdaguer.
Llegí els seus poemes entre 1885 i 1992 a la font del Desmai, en el camí de Folgueroles, on es reunien aquests poetes, i també al Círcol, i les publicà a la secció literària de La Veu del Montserrat, el setmanari que s'havia constituït en òrgan d'aquest «sector vigatà», la fracció catòlica i més catalanista del moviment de la Renaixença.
El maig de 1898 es casà i tingué una filla. Moria molt jove, al febrer de 1900, víctima d’una epidèmia de grip, quan espereva una segona criatura. La ciutat de Vic li dedicà un carrer en record i homenatge.

## Obra
- El més bell rebrot de l'Esbart de Vic: obra poètica completa de Mercè Font i Codina (1867-1900).  Vic: Patronat d'Estudis Osonencs. A cura de Mercè Pujol i Ferran, 2009. ISBN 9788493693602.